# Shuroo
Pour l’article homonyme, voir The Lookout.
Pour plus de détails, voir Fiche technique et Distribution.
Shuroo (שורו) est un film israélien réalisé par Savi Gabizon, sorti en 1990.

## Fiche technique
- Titre : Shuroo
- Titre original : שורו
- Titre anglais : The Lookout
- Réalisation : Savi Gabizon
- Scénario : Savi Gabizon, Jonathan Aroch et Yohanan Raviv
- Pays d'origine : Israël
- Genre : comédie
- Date de sortie : 1990

## Distribution
- Moshe Ivgy : Asher Yashurun
- Sharon Hacohen : Tal
- Sinai Peter : Eli
- Keren Mor : Shimrit
- Shmuel Edelman : Shlomi
- Ahuva Keren : Rosy